# Papoea-Nieuw-Guinea op de Olympische Zomerspelen 2012
Papoea-Nieuw-Guinea nam deel aan de Olympische Zomerspelen 2012 in Londen, Verenigd Koninkrijk.

## Deelnemers en resultaten
(m) = mannen, (v) = vrouwen

### Atletiek
| Olympiër     | Onderdeel | Resultaat | Prestatie                                              |
| ------------ | --------- | --------- | ------------------------------------------------------ |
| Nelson Stone | 400m (m)  | 37e       | serie 3: 6de in 46,71                                  |
|              |           |           |                                                        |
| Toea Wisil   | 100m (v)  | 26e       | voorronde serie 4: 1ste in 11,60 serie 5: 4de in 11,27 |

### Gewichtheffen
| Steven Kari | -85kg (m) | 15e | trekken: 18de met 140kg stoten: 15de met 180kg totaal: 320kg |  |  |
|             |           |     |                                                              |  |  |
| Dika Toua   | -53kg (v) | 14e | trekken: 15de met 79kg stoten: 14de met 95kg totaal: 174kg   |  |  |

### Judo
| Olympiër       | Onderdeel | Resultaat | Prestatie                                                |
| -------------- | --------- | --------- | -------------------------------------------------------- |
| Raymond Ovinou | -66kg (m) | 17e       | 1ste ronde: vrij 2de ronde: V van ARM Nazarjan: waza-ari |

### Taekwondo
| Olympiër     | Onderdeel  | Resultaat | Prestatie                           |
| ------------ | ---------- | --------- | ----------------------------------- |
| Theresa Tona | -49kkg (v) | 11e       | voorronde: V van JPN Kasahara: 0-12 |

### Zwemmen
| Olympiër      | Onderdeel            | Resultaat | Prestatie             |
| ------------- | -------------------- | --------- | --------------------- |
| Ryan Pini     | 100m vlinderslag (m) | 24e       | serie 3: 4de in 52,68 |
|               |                      |           |                       |
| Judith Meauri | 50m vrije slag       | 47e       | serie 4: 2de in 27,84 |

Afghanistan · Albanië · Algerije · Amerikaanse Maagdeneilanden · Amerikaans-Samoa · Andorra · Angola · Antigua en Barbuda · Argentinië · Armenië · Aruba · Australië · Azerbeidzjan · Bahama's · Bahrein · Bangladesh · Barbados · België · Belize · Benin · Bermuda · Bhutan · Bolivia · Bosnië en Herzegovina · Botswana · Brazilië · Britse Maagdeneilanden · Brunei · Bulgarije · Burkina Faso · Burundi · Cambodja · Canada · Centraal-Afrikaanse Republiek · Chili · China · Chinees Taipei · Colombia · Comoren · Congo-Brazzaville · Congo-Kinshasa · Cookeilanden · Costa Rica · Cuba · Cyprus · Denemarken · Djibouti · Dominica · Dominicaanse Republiek · Duitsland · Ecuador · Egypte · El Salvador · Equatoriaal-Guinea · Eritrea · Estland · Ethiopië · Fiji · Filipijnen · Finland · Frankrijk · Gabon · Gambia · Georgië · Ghana · Grenada · Griekenland · Groot-Brittannië · Guam · Guatemala · Guinee · Guinee‑Bissau · Guyana · Haïti · Honduras · Hongarije · Hongkong · Ierland · IJsland · India · Indonesië · Irak · Iran · Israël · Italië · Ivoorkust · Jamaica · Japan · Jemen · Jordanië · Kaaimaneilanden · Kaapverdië · Kameroen · Kazachstan · Kenia · Kirgizië · Kiribati · Koeweit · Kroatië · Laos · Lesotho · Letland · Libanon · Liberia · Libië · Liechtenstein · Litouwen · Luxemburg · Macedonië · Madagaskar · Malawi · Maldiven · Maleisië · Mali · Malta · Marshalleilanden · Marokko · Mauritanië · Mauritius · Mexico · Micronesië · Moldavië · Monaco · Mongolië · Montenegro · Mozambique · Myanmar · Namibië · Nauru · Nederland · Nepal · Nicaragua · Nieuw-Zeeland · Niger · Nigeria · Noord-Korea · Noorwegen · Oeganda · Oekraïne · Oezbekistan · Oman · Oostenrijk · Oost-Timor · Pakistan · Palau · Palestina · Panama · Papoea-Nieuw-Guinea · Paraguay · Peru · Polen · Portugal · Puerto Rico · Qatar · Roemenië · Rusland · Rwanda · Saint Kitts en Nevis · Saint Lucia · Saint Vincent en Grenadines · Salomonseilanden · Samoa · San Marino · Sao Tomé en Principe · Saoedi-Arabië · Senegal · Servië · Seychellen · Sierra Leone · Singapore · Slovenië · Slowakije · Soedan · Somalië · Spanje · Sri Lanka · Suriname · Swaziland · Syrië · Tadzjikistan · Tanzania · Thailand · Togo · Tonga · Trinidad en Tobago · Tsjaad · Tsjechië · Tunesië · Turkije · Turkmenistan · Tuvalu · Uruguay · Vanuatu · Venezuela · Verenigde Arabische Emiraten · Verenigde Staten · Vietnam · Wit-Rusland · Zambia · Zimbabwe · Zuid-Afrika · Zuid-Korea · Zweden · Zwitserland · Onafhankelijke atleten